# Hoa Long
Hoa Long (tiếng Trung: 华龙区; bính âm: Huálóng qū) là một khu (quận) thuộc địa cấp thị Bộc Dương, tỉnh Hà Nam, Trung Quốc

### Nhai đạo
| - Trung Nguyên Lộ (中原路街道) - Thắng Lợi Lộ (胜利路街道) - Kiến Thiết lộ (建设路街道) - Nhân dân Lộ (人民路街道) - Đại Khánh Lộ (大庆路街道) | - Hoàng Hà Lộ (黄河路街道) - Nhiệm Khâu lộ (任丘路街道) - Côn Ngô Lộ (昆吾路街道) - Hoàng Phủ Lộ (皇甫路街道) - Trung Nguyên Du Điền (中原油田街道) |

### Hương
- Nhạc Thôn (岳村乡)
- Mạnh Kha (孟轲乡)
- Hồ Thôn (胡村乡)
- Vương Trợ (王助乡)
- Tân Tập (新习乡)